# レソト王国議会
レソト王国議会（レソトおうこくぎかい、英語: Parliament of the kingdom of Lesotho）は、レソトの立法府。

## 議会構成
二院制で、上院にあたる元老院と、下院にあたる国民議会で構成される。

### 任期
各院5年。

### 定数
- 元老院：33人。
- 国民議会：120人。

### 選挙
- 元老院：22人の主要部族長と国民議会の多数政党が指名する11人。
- 国民議会：小選挙区比例代表併用制。80人を小選挙区で選出し、40を比例代表制で選出する。